# Vertisphaera cambrica
Vertisphaera cambrica is een tweekleppigensoort uit de familie van de Verticordiidae. De wetenschappelijke naam van de soort is voor het eerst geldig gepubliceerd in 1930 door Tom Iredale.